# Mansilla Mayor
Mansilla Mayor è un comune spagnolo di 415 abitanti situato nella comunità autonoma di Castiglia e León. Situata entre due fiumi: Esla e Porma. Le attività economiche prevalenti sono quelle agricole ed artigianali. Vi sono vestigia romane del I secolo a.C. nella città di Lancia. La chiesa principale è quella comunale di San Miguel, la cui navata centrale ricorda una sinagoga.